# Abbaye de Kells
L'abbaye de Kells est un ancien monastère situé à Kells, comté de Meath, en Irlande, à 64 km au nord de Dublin. Il fut fondé au début du IXe siècle. Le célèbre Livre de Kells (un évangéliaire enluminé) y fut conservé durant toute la période du Moyen Âge tardif ainsi qu'au début de la période moderne, jusque dans les années 1650, période à laquelle il quitta l'abbaye. Une part importante du Livre de Kells a pu être créée à cet endroit mais les historiens ne peuvent s'accorder sur la date exacte et les circonstances de sa création.
Attention, il y a plusieurs Kells en Irlande, c'est un toponyme relativement courant. Il y a de ce fait deux monastères différents sous ce nom, et un troisième qui y est souvent placé à tort. La confusion entre le monastère de Kells, celui « du Livre », objet du présent article, et un autre monastère homonyme, le prieuré de Kells (en), plus récent et situé beaucoup plus au sud dans le comté de Kilkenny, est en effet fréquente car un autre établissement monastique médiéval est présent à quelques kilomètres seulement de ce prieuré (à Kilree). Cet établissement est plus ou moins contemporain de celui de Kells (celui du « Livre ») et, tout comme lui, il conserve sa haute tour monastique ronde et une vieille croix sculptée. On constate donc parfois un certain méli-mélo entre ces trois sites monastiques dans la littérature grand public ou sur Internet.

## Histoire

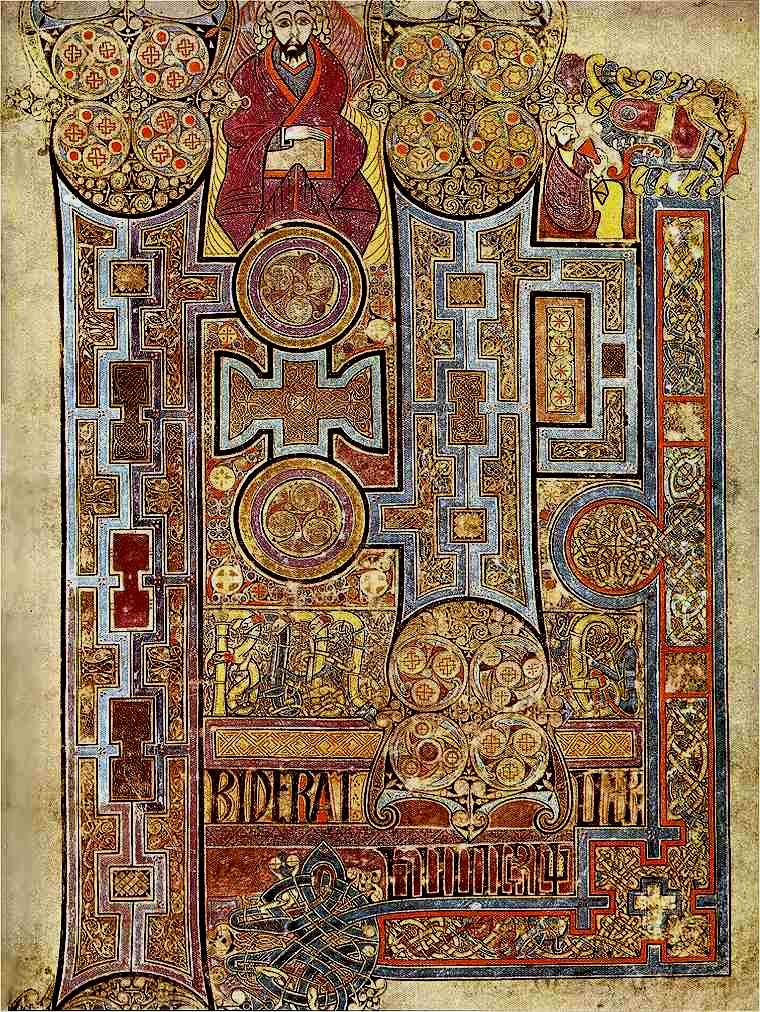
Le Livre de Kells.

L'abbaye de Kells a été fondée à l'origine par saint Colomba probablement en 554. Une refondation, selon certains historiens, intervint au début du IXe siècle, effectuée par des moines de Colomban fuyant Iona qui était la proie de pillages répétés de la part de Vikings. La colline où se situe l'abbaye accueillait auparavant un fort irlandais. En 814, Cellach, Abbé de Iona, se retira à Kells. Après de nouveaux pillages vikings, le tombeau de saint Colomba a été transféré à l'abbaye de Kells. Les historiens actuels pensent que le Livre de Kells pourrait avoir été commencé à Iona et achevé à Kells, ou écrit entièrement à Kells par des générations successives de moines.
Les Vikings pillèrent continuellement l'abbaye pendant le Xe siècle. Malgré ces raids constants, les moines purent préserver le Livre de Kells jusqu'en 1006 où il a été volé dans le tombeau. Une référence dans les Annales d'Ulster concerne le vol du Livre de Kells et précise que le manuscrit a été rendu après deux mois sans sa couverture. L'enlèvement forcé de la couverture explique probablement les illustrations manquantes au début et à la fin du livre.
Le livre fut conservé à l'abbaye pendant le reste du Moyen Âge. Comme la pratique était courante pendant cette période, au XIIe siècle, le détail des terres dépendantes de l'abbaye fut inscrit dans les pages blanches du Livre de Kells. Ces ajouts constituent la première référence confirmant sa présence à l'abbaye. Au cours du XIIe siècle, le monastère fut dissous et l'abbaye devint une église paroissiale tandis que le Livre de Kells continua à y être conservé, des propriétaires terriens catholiques acquirent la terre.
Le Livre de Kells resta à Kells jusque dans les années 1650 lorsque les troupes de Cromwell postés dans la ville l'emportèrent à Dublin pour le garder en sécurité. En 1661, le Livre de Kells finit au Trinity College où il resta depuis lors.

## Dans la culture populaire
Le film d'animation Brendan et le Secret de Kells, réalisé par Tomm Moore, fait référence au livre et à l'abbaye.